# Galàxia d'Andròmeda
La galàxia d'Andròmeda, Messier 31, M31 o NGC 224, és una galàxia espiral gegant catalogada per Charles Messier el 1764. És l'objecte visible a ull nu més allunyat de la Terra. És a 2,5 milions d'anys llum (775 kpc) en direcció a la constel·lació d'Andròmeda. Fa part del grup local de galàxies, que inclou una gran quantitat de galàxies petites més les tres grans galàxies espirals: Andròmeda, la Via Làctia i la Galàxia del Triangle.
Té una massa calculada d'entre 300.000 i 400.000 milions de masses solars (aproximadament una vegada i mitja la massa de la Via Làctia) i un diàmetre d'uns 220.000 anys llum. Dins la classificació de Hubble es considera del tipus Sb.
Amb les millores en els mesuraments i les dades obtingudes, alguns científics consideren que la Via Làctia conté molta més matèria fosca i podria ser més massiva que M31. Tot i així, observacions recents del Telescopi espacial Spitzer van revelar que la M31 conté un bilió (1012) d'estels, excedint per molt el nombre d'estels de la nostra galàxia.
La galàxia s'acosta a nosaltres a uns 140 quilòmetres per segon i es creu que d'aquí a aproximadament 3.000 milions a 5.000 milions d'anys podria col·lidir amb la nostra galàxia i fusionar-s'hi amb la formació d'una galàxia gegant el·líptica.
Andròmeda té un paper important en els estudis galàctics, ja que és la gegant espiral més propera. El 1943 Walter Baade va ser el primer a resoldre estels dintre de la regió central de la galàxia. Edwin Hubble hi va identificar per primera vegada en fotografia estels variables Cefeida en aquesta galàxia, la qual cosa va permetre de determinar la distància de nosaltres.
Robin Barnard, de l'Open University, ha detectat fonts de raigs X en la Galàxia d'Andròmeda emprant observacions de l'observatori orbital XMM-Newton de l'Agència Espacial Europea. La seva hipòtesi és que poden ser possibles candidats a forats negres o estels de neutrons, que escalfen el gas entrant a milions de graus, el qual emet raigs X. L'espectre dels estels de neutrons és el mateix que el dels suposats forats negres, però es distingeixen per les seves masses.
El 1991 la Càmera Planetària del Telescopi Espacial Hubble va fotografiar el nucli d'Andròmeda. Va sorprendre a tothom que presenti una doble estructura, amb dos punts nuclears calents separats per uns pocs anys llum. Observacions terrestres posteriors han dut a especular que, a més d'existir dos nuclis, aquests es mouen l'un respecte de l'altre i que un dels nuclis està desfent l'altre, que podria ser el romanent d'una galàxia més petita "empassada" per M31. Se sap que els nuclis de moltes galàxies són llocs bastant violents i sovint es proposa l'existència de forats negres supermassius per a explicar-los.
Scott Chapman, del Califòrnia Institute of Technology, i Rodrigo Ibata, de l'Observatoire Astronomique de Strasbourg a França, van anunciar el 2005 les seves observacions amb els telescopis Keck, que mostren que la lluentor tènue d'estels que s'estén cap a fora de la galàxia és, en realitat, part del mateix disc. Això significa que el disc espiral d'estels en Andròmeda és tres vegades més llarg de l'estimat fins ara. És una evidència que hi ha un vast disc estel·lar que fa que la galàxia tingui un diàmetre de més de 220.000 anys llum. Els càlculs previs estimaven el diàmetre d'Andròmeda entre els 70.000 i els 120.000 anys llum.
Recents investigacions han demostrat l'existència d'una barra en el centre de M 31, la qual cosa la converteix en una galàxia espiral barrada igual que la Via Làctia.
L'any 2020, els científics que treballen amb el telescopi espacial Hubble van cartografiar l'halo galàctic d'Andròmeda, un immens embolcall de gas que l'envolta. Els va sorprendre la seva magnitud, aquest halo, molt tènue, gairebé invisible, abasta un 1,3 milions d'anys des de la galàxia, aproximadament arriba fins a la meitat de la distància que hi ha fins a la nostra Via Làctia. I en algunes direccions arriba a 2 milions d'anys llum, el que significa que l'halo d'Andròmeda ja està col·lidint amb el de la nostra galàxia.

## Estimacions de la seva massa i lluminositat
La massa total de la galàxia d'Andròmeda és difícil de calcular, trobant-se a la literatura valors que van des del voltant de 4×1011 masses solars fins a 1,37×1012 masses solars; en un estudi recent s'ha calculat una massa total per a aquesta galàxia d'aproximadament 1,3×1012 masses solars, distribuïda de la manera següent: 1,2×1012 masses solars de matèria fosca i 1,4×1011 masses solars en forma de matèria bariònica, alhora distribuïdes en 1,3×1011 masses solars en forma d'estels i 7,7×109 masses solars en forma de gas (hidrogen i heli).
Alguns científics creuen que la Via Làctia conté molta més matèria fosca i podria ser més massiva que M31. No obstant això, observacions recents del telescopi espacial Spitzer van revelar que la M31 conté un bilió d'estrelles (1012), excedint per molt el nombre d'estrelles a la nostra galàxia.

Alguns autors postulen que és la segona galàxia intrínsecament més brillant en un radi de 10 megaparsecs al voltant de la nostra galàxia, i alguns estudis suggereixen que és la segona galàxia intrínsecament més brillant en aquesta regió, després de M104, només superada per la galàxia del Sombrero (encara que potser NGC 253 també la superi en brillantor); no obstant això, és difícil determinar amb precisió la seva lluminositat total a causa de l'extinció de la seva brillantor causada per la pols interestel·lar en veure's de cantell. La magnitud absoluta d'Andròmeda varia segons el model emprat, però en general es considera que és més lluminosa que la Via Làctia, amb una magnitud absoluta en el blau de –20,89, que amb l'índex de color corregit donat en ell (0,6) dóna una magnitud absoluta d'aproximadament -21,5, encara que en general s'està d'acord que Andròmeda és més lluminosa que la Via Làctia.

## Estimacions recents de la seva distància
És interessant saber que els mètodes utilitzats per mesurar la distància a aquesta galàxia han evolucionat amb el temps i s'han tornat cada cop més precisos. El mesurament de la distància a través de les cefeides va ser un pas important en la comprensió d'aquesta galàxia, però tenia un cert marge d'error a causa de la incertesa en la distància la Gran Núvol de Magalhães.
No obstant això, els mètodes més recents utilitzats per mesurar la distància a la galàxia d'Andròmeda, com la brillantor superficial de les seves estrelles gegants vermelles més lluminoses i les variacions de brillantor dels seus estels dobles eclipsants, han permès una major precisió en l'estimació de la distància. Amb aquests mètodes més avançats, s'ha determinat que la distància mitjana a la galàxia d'Andròmeda és d'uns 775 kiloparsecs, cosa que equival a aproximadament 2,5 milions d'anys llum.
Aquesta estimació nova de la distància a la galàxia d'Andròmeda és important perquè ens ajuda a comprendre millor l'estructura i l'escala de l'univers. També pot tenir implicacions en la manera com modelem l'evolució i el comportament de les galàxies a l'univers.

## Observació
La Galàxia d'Andròmeda va ser observada en l'any 964 per l'astrònom persa Abd Al-Rahman Al Sufi, que la va descriure com un "petit núvol". La primera descripció basada en observacions telescòpiques la devem a Simon Marius (1612), a qui sovint s'atribueix erròniament el descobriment.
En 1885 una supernova (coneguda com a "S Andromedae") va ser vista en la Galàxia d'Andròmeda, la primera i l'única observada fins ara en aquesta galàxia: va aparèixer a l'agost d'aquest any amb magnitud pròxima a la 6ª, va ascendir fins a la 5,4ª cap al 17 d'aquest mes per a anar perdent lluentor a poc a poc; va deixar de veure's al febrer de 1886: encara l'1 de febrer d'aquest any va poder mesurar-la Asaph Hall amb el gran refractor instal·lat a Washington, amb una magnitud 16ª. S'ha calculat que la seva magnitud absoluta va ser de -18.2ª.
La Galàxia d'Andròmeda és fàcilment visible a ull nu sota un cel veritablement fosc; aquest cel sols el podem trobar en bastants pocs llocs, normalment zones aïllades lluny dels nuclis de població i fonts de contaminació lumínica. A primera vista sembla bastant petita, car només la part central és prou lluent per a ser apreciable per l'ull humà, però el diàmetre angular complet de la galàxia és en realitat de set vegades el de la Lluna plena. El 1950, els astrònoms anglesos R. Hanbury-Brown i C. Hazard van descobrir que aquesta galàxia emetia ones electromagnètiques en la banda dels 158,8 MHz, cosa que la va fer ser la primera galàxia descoberta que emetia ones electromagnètiques.

## La vista de l'univers des de la galàxia d'Andròmeda
La nostra galàxia vista des d'Andròmeda s'assemblaria a com veiem nosaltres aquesta última, encara que amb un angle una mica més obert i menys brillant (sent, així i tot, també apreciable sense problemes a simple vista). No obstant això, es veuria molt propera al pla galàctic (a només 13°; l'angle respecte a l'equador amb què nosaltres veiem Andròmeda), la qual cosa dificultaria el seu estudi des d'allà en estar enfosquida per la pols que abunda en aquesta zona, i de fet si "estiguéssim" darrere del bulb i/o hi hagués mala sort de tenir a prop un núvol de pols interestel·lar podria ser fins i tot invisible en l'òptic; el mateix li passaria al Cúmul de Verge i a moltes altres galàxies brillants ben visibles des de la nostra, que es veurien pitjor que des de la Via Làctia, algunes de les quals fins i tot sent invisibles en l'òptic en estar a l'equador galàctic.
Triangle (M33), es veuria força major i més brillant que des de la nostra galàxia, i a la zona d'un dels pols galàctics —els quals estan situats a les constel·lacions de Coloma i Hèrcules—, però gairebé de cant, i finalment les majors galàxies satèl·lits (M 32 i M 110) es veurien molt bé, sobretot la primera —que en el pitjor dels casos es veuria com un cúmul globular gegant—; la M 110 recordaria en grandària i lluminositat el Petit Núvol de Magalhães.